# Vasilij Žbogar
Vasilij Žbogar (Koper, Yugoslavia, 4 de octubre de 1975) es un deportista esloveno que compite en vela en las clases Laser y Finn. 
Participó en cinco Juegos Olímpicos de Verano, obteniendo en total tres medallas, bronce en Atenas 2004 (Laser), plata en Pekín 2008 y plata en Río de Janeiro 2016 (Finn), el 19.º lugar en Sídney 2000 (Laser) y el sexto en Londres 2012 (Finn).
Ganó una medalla de bronce en el Campeonato Mundial de Finn de 2015 y cuatro medallas en el Campeonato Europeo de Finn entre los años 2012 y 2015. Además, obtuvo dos medallas en el Campeonato Europeo de Laser, oro en 2003 y plata en 2008.

## Palmarés internacional
| Juegos Olímpicos   | Juegos Olímpicos     | Juegos Olímpicos  | Juegos Olímpicos |
| Año                | Lugar                | Medalla           | Clase            |
| ------------------ | -------------------- | ----------------- | ---------------- |
| 2004               | Atenas (Grecia)      | Medalla de bronce | Laser            |
| 2008               | Pekín (China)        | Medalla de plata  | Laser            |
| Campeonato Europeo |                      |                   |                  |
| Año                | Lugar                | Medalla           | Clase            |
| 2003               | Split (Croacia)      | Medalla de oro    | Laser            |
| 2008               | Nieuwpoort (Bélgica) | Medalla de plata  | Laser            |

| Juegos Olímpicos   | Juegos Olímpicos         | Juegos Olímpicos  | Juegos Olímpicos |
| Año                | Lugar                    | Medalla           | Clase            |
| ------------------ | ------------------------ | ----------------- | ---------------- |
| 2016               | Río de Janeiro (Brasil)  | Medalla de plata  | Finn             |
| Campeonato Mundial |                          |                   |                  |
| Año                | Lugar                    | Medalla           | Clase            |
| 2015               | Takapuna (Nueva Zelanda) | Medalla de bronce | Finn             |
| Campeonato Europeo |                          |                   |                  |
| Año                | Lugar                    | Medalla           | Clase            |
| 2012               | Scarlino (Italia)        | Medalla de plata  | Finn             |
| 2013               | Warnemünde (Alemania)    | Medalla de oro    | Finn             |
| 2014               | La Rochelle (Francia)    | Medalla de plata  | Finn             |
| 2015               | Split (Croacia)          | Medalla de bronce | Finn             |